# Kothaufenberg
Der Kothaufenberg ist ein 1000 m hoher Berg in den Ybbstaler Alpen im Gemeindegebiet von Hollenstein an der Ybbs in Niederösterreich. Er bildet das Ende eines Seitenkammes, welcher den Krenngraben vom Hauptkamm des Oisbergs trennt. Er ist zwar nur 1000 m ü. A. hoch, ist aber für diese Höhe relativ schwierig zu besteigen, da es keinen markierten Weg zum Gipfel gibt.